# Chevalier chante Paris
Albums de Maurice Chevalier
60 ans de chansons
(1965) À 80 berges
(1967)
Chevalier chante Paris est un album de Maurice Chevalier de 1966. Il s'agit d'un album hommage à la ville de Paris.

## Liste des titres
Face A
| No | Titre                        | Paroles          | Musique         | Durée |
| -- | ---------------------------- | ---------------- | --------------- | ----- |
| 1. | Ça c'est Paris               | Lucien Boyer     | José Padilla    | 3:48  |
| 2. | Le Gamin de Paris            | Mick Micheyl     | Adrien Marès    | 2:36  |
| 3. | À Paris dans chaque faubourg | René Clair       | Maurice Jaubert | 2:34  |
| 4. | C'est Paris                  | Albert Willemetz | Maurice Yvain   | 2:34  |
| 5. | La Seine                     | Guy Lafarge      | Guy Lafarge     | 3:33  |
| 6. | Paris Tour Eiffel            | Michel Emer      | Michel Emer     | 2:32  |
| 7. | Sous les toits de Paris      | René Nazelles    | Raoul Moretti   | 2:33  |
| 8. | I Love Paris                 | Cole Porter      | Cole Porter     | 2:24  |

Face B
| No  | Titre                     | Paroles          | Musique             | Durée |
| --- | ------------------------- | ---------------- | ------------------- | ----- |
| 9.  | Fleur de Paris            | Maurice Vandair  | Henri Bourtayre     | 2:49  |
| 10. | À Paris                   | Francis Lemarque | Francis Lemarque    | 3:32  |
| 11. | Mon Paris                 | Lucien Boyer     | Vincent Scotto      | 2:27  |
| 12. | Sous les ponts de Paris   | Jean Rodor       | Vincent Scotto      | 2:48  |
| 13. | Paris sera toujours Paris | Albert Willemetz | Casimir Oberfeld    | 3:19  |
| 14. | Sous le ciel de Paris     | Jean Dréjac      | Hubert Giraud       | 3:08  |
| 15. | Paris je t'aime d'amour   | Battaille-Henri  | Victor Schertzinger | 3:29  |